# Hein Meddeler
Heinrich Johann (Hein) Meddeler (Oberhausen, 26 september 1911 – 23 januari 1990) was een Nederlandse schaker. Hoewel de NBC nog niet bestond, was hij in 1953 toch kampioen correspondentieschaak van Nederland.
In 1935 was hij mede-oprichter van de SV Brunssum waarvan hij later erelid werd. 
In 1965 eindigde hij op de vierde plaats in het kampioenschap van Limburg. In 1983 en 1984
was hij Nederlands kampioen bij de zestigplussers. 
In Limburg wordt jaarlijks het "Hein Meddeler toernooi" gespeeld. In 2003 werd het toernooi gewonnen door Ger Janssen, in 2004 door Gaston Dörenberg. 

## Externe koppelingen
- (en)   Informatie over schaakpartijen van Hein Meddeler op ChessGames.com
- 13e Hein Meddeler toernooi, www2.svvoerendaal.nl
- Nieuwsbrief van de Limburgse Schaakbond (1 febr. 1990), www.lisb.nl